# Зимник (Юргинський округ)
Зи́мник (рос. Зимник) — присілок у складі Юргинського округу Кемеровської області, Росія.

## Населення
Населення — 852 особи (2010; 868 у 2002).
Національний склад (станом на 2002 рік):
- татари — 47 %
- росіяни — 47 %